# Sarcophaga triplasia
Sarcophaga triplasia är en tvåvingeart som beskrevs av Wulp 1896. Sarcophaga triplasia ingår i släktet Sarcophaga och familjen köttflugor. Inga underarter finns listade i Catalogue of Life.